# Giovanni Mazzotti
Giovanni Mazzotti (Ravenna, 1948 – 3 giugno 2011) è stato un medico e anatomista italiano, autore di oltre 160 pubblicazioni scientifiche.

## Biografia
Si laureò in Scienze biologiche e in Medicina e Chirurgia presso l'Università di Bologna, dove divenne assistente ordinario e professore incaricato di Anatomia umana nel 1974, poi professore ordinario dal 1980. Dal 2007 fu Preside del corso di laurea in Medicina e chirurgia e direttore della Scuola di specializzazione in Chirurgia plastica e rigenerativa.
È stato inoltre membro del Senato accademico dell'Università di Bologna; era un particolare promotore della presenza della Scuola di Medicina e Chirurgia nei Campus della provincia di Ravenna.
È stato membro del comitato amministrativo e del comitato scientifico dell'Istituto Superiore di Sanità (dal 1995) e membro del comitato scientifico del programma nazionale di ricerca "Prevenzione dei fattori di rischio della salute materno-infantile" dell'Istituto Superiore di Sanità.
Dal 2002 era responsabile, per la parte italiana, della convenzione per l'insegnamento dell'Anatomia umana tra la New York University e l'ateneo bolognese, come pure con le università di Buffalo, del Texas-San Antonio e di Cardiff.
È stato socio dell'Ordine della Casa Matha fin dal 1980, e direttore e relatore dei corsi di istruzione superiore della Universitas Domus Mathae; nel 2006 diventò presidente del Collegio italiano dei docenti di Anatomia umana nonché presidente della European Federation for Experimental Morphology (incarico che mantenne per 2 anni).

## Attività scientifica
La sua attività scientifica iniziò con lo studio della cromatina, della cinetica cellulare e della struttura dei cromosomi, in particolare i fenomeni replicativi e la mappatura fisica del cromosoma.
Negli ultimi anni si era dedicato allo studio ultrastrutturale della dentina e all'organizzazione delle fibre collagene dopo il trattamento con sostanze per l'ancoraggio degli adesivi dentinali; gli ultimi risultati riguardavano la biocompatibilità dei principali monomeri presenti negli adesivi più comuni.

## Incarichi istituzionali
Dal 1992 al 2005 è stato presidente della sezione provinciale di Bologna della Croce Rossa Italiana.
Fu anche componente del consiglio di amministrazione della Fondazione Cassa di Risparmio di Ravenna.